# Nel bel mezzo di un gelido inverno
Nel bel mezzo di un gelido inverno (In the Bleak Midwinter) è un film del 1995 diretto da Kenneth Branagh.
Fu presentato in concorso alla 52ª Mostra internazionale d'arte cinematografica di Venezia.

## Trama
Joe Harper è un attore disoccupato, e per superare un momento di crisi artistica decide di mettere su una rappresentazione teatrale dell'Amleto di Shakespeare.
Dopo una burrascosa audizione, la compagnia è formata e cominciano le prove, le quali porteranno più guai del previsto. Uno dei problemi è che il testo shakespeariano è più reale di quello che si pensi, ed i drammi personali dei vari attori verranno messi a nudo dal testo che dovranno recitare.

## Produzione
Branagh gira questo film in un essenziale bianco e nero, proprio mentre sta preparando la lavorazione di uno dei suoi film più grandiosi, Hamlet, dove fra i tanti attori sono presenti anche alcuni di quelli di questo film: Richard Briers nel ruolo di Polonio, Nicholas Farrell nel ruolo di Orazio, Michael Maloney in quello di Laerte.
Il film viene presentato in Canada durante il Toronto Film Festival il 10 settembre 1995, ed esce in patria il 1º dicembre 1995.